# جميلة مثل القمر
جميلة مثل القمر (باليابانية: 月がきれい، بالروماجي: Tsuki ga Kirei) مسلسل أنمي تلفزيوني رومانسي عرض من 6 أبريل 2017 إلى 29 يونيو 2017. من إنتاج إستديو فيل. تدور القصة حول يوميات طُلاب في الثانوية وما يعيشونه من تجارب ومشاعر.

## الشخصيات
- تشيناتسو نيشيو (باليابانية: 西尾 千夏)

مؤدي الصوت: ريه موراكاوا.
- كوتارو آزومي (باليابانية: 安曇 小太郎)

مؤدي الصوت: شويا تشيبا.
- آكاني ميزوني (باليابانية: 水野 茜)

مؤدي الصوت: كونومي كوهارا.
- تاكومي هيرا (باليابانية: 比良 拓海)

مؤدي الصوت: آتسُشي تامارو.

## العاملين على الأنيمي
- إخراج: سِيجي كيشي
- كتابة: يوكي كاكيهارا
- مصمم الشخصيات الأصلي: لوندرو
- ستديو: .feel

## الحلقات
| رقم الحلقة | عنوان الحلقة                                         | تاريخ العرض الأصلي |
| --- | ---------------------------------------------------- | ------------------ |
| 1 | «الرّبيع والأوقات العصيبة» "Haru to Shura" (春と修羅) | 6 نيسان 2017       |
| يتلقي كوتارو الّذي يحلم أن يكون كاتبًا بفتاة تحبّ الرّكض في فصلهما لأوّل مرّة في بداية سنتهما الثّالثة من السّلك الإعداديّ. يلتقيان لاحقًا في مجموعة مسؤولة عن المعدّات في مهرجان رياضي. وبعد سوء تفاهم بسيط، يتمكّنان أخيرًا من الحديث مع بعضهما وتبادل بيانات الاتّصال في تطبيق دردشة. |                                                      |                    |
| 2 | «حفنة رمال» "Ichiaku no Suna" (一握の砂)             | 13 نيسان 2017      |
| تقيم المدرسة مهرجانًا رياضيًّا يشارك فيه التّلاميذ في نشاطات مختلفة. تخفق أكاني في آخر مسابقة بسبب فقدانها لدميتها، لكنّ ذلك جعل كوتارو يكتشف لاحقًا أنّه كان مخطئًا بشأن أمر ما ممّا يحعله يتغيّر نوعًا ما.                                                                          |                                                      |                    |

## وصلات خارجية
- الموقع الرسمي (باليابانية)
- جميلة مثل القمر (أنمي) في شبكة أخبار الأنمي
- جميلة مثل القمر على موقع IMDb (الإنجليزية)
- جميلة مثل القمر على موقع فيلمافينيتي (الإسبانية)
- جميلة مثل القمر على موقع كينوبويسك (الروسية)
- جميلة مثل القمر على موقع قاعدة بيانات الفيلم (الإنجليزية)
- جميلة مثل القمر على موقع ANN anime (الإنجليزية)